# Олон-Булак
Олон-Булак (кирг. Өлөң-Булак) — село Аксыйского района, Джалал-Абадской области Кыргызстана. Входит в состав Кашка-Сууского аильного округа. В июле 2019 года официально присвоена категория айыла (села).
Расположено вдоль одноименной реки Олон-Булак, на высоте 1500 м над уровнем моря в 13 км к северо-западу от города Кербен и в 83 км от железнодорожной станции Шамалды-Сай.
Основано в 1931 г. Население составляет 1288 человек (2023 г.) . Жители, в основном, работают в фермерских хозяйствах и разводят скот.
Есть средняя школа, библиотека, детский сад, мечеть, медицинский центр.